# Robert Lewis (actor)
Robert Lewis (16 de marzo de 1909 – 23 de noviembre de 1997) fue un actor, director y profesor de interpretación de nacionalidad estadounidense, uno de los fundadores en 1947 del influyente Actors Studio de Nueva York.
Además de sus logros como actor en el circuito de Broadway y en Hollywood, la más importante y duradera contribución de Lewis al teatro estadounidense puede ser su papel como uno de los más destacados profesores de interpretación y dirección de su época. Fue uno de los primeros defensores del Sistema Stanislavski de interpretación, y miembro fundador del revolucionario Group Theatre de Nueva York en la década de 1930. En los años setenta fue director de los Departamentos de Actuación y Dirección de la Yale School of Drama.

## Inicios
Robert (Bobby) Lewis nació en Brooklyn, Nueva York, en el seno de una familia trabajadora de clase media. Estimulado por el arte gracias a su madre, una antigua contralto, Lewis adquirió un temprano y duradero interés por la música, particularmente por la ópera. De niño estudió violonchelo y piano, pero finalmente se impuso su amor por la interpretación. En 1929 entró a formar parte del Teatro Civic Repertory de Eva Le Gallienne en Nueva York. Su formación musical le fue de gran valor posteriormente, cuando hubo de dirigir óperas y filmó musicales en Hollywood.

## El Group Theatre
En 1931 Lewis fue uno de los 28 miembros fundadores del revolucionario Group Theatre neoyorquino. Formado por Harold Clurman, Lee Strasberg y la productora Cheryl Crawford, el Group era una mezcla de apasionados jóvenes actores, directores y escritores que se unieron con el fin de explorar en proceso íntimo del arte teatral.
Lewis y otros miembros del Group, tales como Stella Adler y Elia Kazan, propusieron un nuevo modo de actuar basado en las técnicas del director ruso Konstantín Stanislavski. Creían que el Sistema Stanislavski, impartido por primera vez en los Estados Unidos en la década de 1920 por los antiguos miembros del Teatro del Arte de Moscú Richard Boleslawski y María Uspénskaya en el American Theatre Laboratory en el cual habían estudiado Clurman y Strasberg, conseguía unas actuaciones más verídicas y más creíbles que las técnicas comunes en la época.
Lewis actuó en varias producciones originales del Group Theatre en los años treinta, entre ellas Men in White, de Sidney Kingsley y galardonada con un Premio Pulitzer teatral, así como las piezas de Clifford Odets Waiting for Lefty, Awake and Sing!, Paradise Lost y Golden Boy.
Meisner veraneó en el Pine Brook Country Club en Connecticut con el Group Theatre. Algunos de los otros artistas que se reunieron fueron Elia Kazan, Harry Morgan, John Garfield, Lee J. Cobb, Will Geer, Clifford Odets, Howard Da Silva y Irwin Shaw.
Como cualquier esfuerzo artístico, las diferencias entre el Sistema Stanislavski y lo que finalmente se conocería como El Método, se debatieron vigorosamente en el Group. En el verano de 1934, Stella Adler volvió de un viaje a París, donde había trabajado con Stanislavski, retando de modo directo el enfoque de Lee Strasberg, y agudizando unas tensiones que llevarían a la salida de Strasberg del Group en 1937.
A pesar del éxito del Group, las disensiones internas, el atractivo de Hollywood y los problemas financieros provocaron la suspensión de la producción a finales de 1936. Oficialmente libres de las obligaciones con el Group, muchos de los miembros, entre ellos Lewis y Harold Clurman, se unieron a otros integrantes del Group que habían ido a Hollywood.
En abril de 1937, Lee Strasberg y Cheryl Crawford renunciaron como directores del Group. Un año después, sin embargo, Robert Lewis y Elia Kazan volvieron a Nueva York para reiniciar los trabajos del Group, y The Group Theatre Studio volvió a funcionar con cincuenta actores. Lewis, Kazan y Sanford Meisner fueron los principales profesores.
Ese mismo año Harold Clurman volvió de Hollywood para montar la producción del Group de la obra de Clifford Odets Golden Boy, que fue su mayor éxito. Robert Lewis hizo el papel de Roxy Gottlieb. Lewis más adelante afirmaba haber sido mal escogido para el reparto en la producción original, aunque asumió una tarea más satisfactoria como director de su propia y exitosa producción de Golden Boy en el Teatro St. James de Londres en 1938.
Mientras se encontraba en Londres, Lewis estudió con Michael Chekhov, un actor cuyo trabajo admiraba, y a quien Stanislavski consideraba uno de los más destacados intérpretes de sus teorías. En el estudio de Chekhov en Dartington Hall, en el Devonshire, Lewis formó su interpretación de las técnicas de Stanislavski, o "método", como fue informalmente conocida la técnica en los Estados Unidos.
Al año siguiente Lewis debutó como director en Broadway con una producción alabada por la crítica, la de la obra de William Saroyan My Heart's in the Highlands (1939).

## Hollywood
Al igual que otros miembros del Group como Franchot Tone, Clifford Odets, Stella Adler, Elia Kazan y Harold Clurman, Lewis encontraba irresistible la «necesidad de pecar» en Hollywood (como la llamaba Odets).
Tras mudarse a Los Ángeles en 1940, se hizo conocido en Hollywood por su habilidad para transformarse en personajes memorables, particularmente de diferentes nacionalidades. Así, encarnó a oficiales alemanes como el coronel Pirosh en Paris After Dark (FOX, 1943), junto a George Sanders, o el sargento Schmidt en Son of Lassie (MGM, 1945), con Peter Lawford, Donald Crisp y June Lockhart. Fue el colaboracionista francés Maurice Bonnard en Tonight We Raid Calais (FOX, 1943), y el villano japonés coronel Sato en Dragon Seed (MGM, 1944), junto a Katharine Hepburn. Uno de los mejores momentos de su carrera como actor de carácter llegó cuando interpretó al francés Maurice Bottello en el controvertido film de Charles Chaplin Monsieur Verdoux (1947).
Aunque siguió actuando e, incluso, codirigió (con Vincente Minnelli) Ziegfeld Follies (MGM, 1945), musical protagonizado por Fred Astaire, y dirigió la versión de 1956 de Anything Goes (Paramount), film de Bing Crosby y Donald O'Connor, Lewis y su pareja, Theona Bryant, popular actriz y modelo, estaban estrictamente atados a contratos con los estudios. Cuando Bryant dejó Hollywood, Lewis se encontró sin poder desplegar todas sus aptitudes sintiéndose sobrepasado por el ambiente de Hollywood. Por ello, durante unos años luchó para dar por finalizado su contrato con MGM y poder volver a Broadway.
Robert Lewis volvió a Nueva York en 1947 para dirigir su primer gran éxito comercial en Broadway, el musical de Alan Jay Lerner y Frederick Loewe Brigadoon.
Incluso después de convertirse en un director de éxito, Lewis aparentemente prefirió Broadway a Hollywood, llegando incluso a rechazar una oferta para dirigir el film My Fair Lady, trabajando en vez de ello en una obra teatral en Nueva York junto a Cheryl Crawford.

## El Actors Studio
En 1947 Lewis fundó el Actors Studio con el director Elia Kazan y la productora Cheryl Crawford, antiguos miembros del Group. El Actors Studio fue un intento de recapturar la antigua naturaleza de conjunto unido del Group, y de evolucionar y refinar los métodos explorados en el mismo en los años treinta.
El primer año fueron invitados a formar parte del estudio cincuenta actores. Lewis daba clases a miembros avanzados poniendo énfasis en la acción interna o intención, mientras que Kazan, que prefería trabajar con actores más jóvenes, se centraba en ejercicios como la memoria sensorial, la imaginación y la improvisación.
El Actors Studio, todavía activo hoy en día, pasó a ser uno de los principales centros del Sistema Stanislavski, o Método, de entrenamiento dramático, dando como fruto algunos de los intérpretes más influyentes del teatro y el cine estadounidenses de la segunda mitad del siglo XX.
Solamente en el primer año, el grupo de Robert Lewis, que se encontraba tres veces a la semana, tenía entre sus componentes, entre otros muchos, a Marlon Brando, Montgomery Clift, Mildred Dunnock, Jerome Robbins, Herbert Berghof, Tom Ewell, John Forsythe, Kevin McCarthy, Karl Malden, E. G. Marshall, Patricia Neal, Beatrice Straight y David Wayne.
Lewis dejó el Actors Studio por diferencias con Kazan y Crawford por la producción de una obra (posteriormente resueltas) y por su deseo de concentrarse en su carrera como director teatral en Broadway. Así, en 1947 se estrenó su primer gran éxito comercial Brigadoon.

## Broadway
Con el éxito crítico y comercial de Brigadoon (1947), Robert Lewis estaba en camino de convertirse en uno de los más respectados directores de la Great White Way de Broadway.
Entre las obras dirigidas por Robert Lewis figuran:
My Hearts in the Highlands (1939), de William Saroyan;
Brigadoon (1947), de Alan Jay Lerner;
Regina (1949);
The Happy Time (1950);
An Enemy of the People (1950);
El arpa de hierba (1952);
La casa de te de la luna de agosto (1953), ganadora de un Premio Tony al mejor musical y del Premio al Mejor Director otorgado por el New York Drama Critics Circle;
Testigo de cargo (1954), de Agatha Christie;
Mister Johnson (1956);
Jamaica (1957);
The Hidden River (1957);
Handful of Fire (1958);
Chéri (1959);
Kwamina (1961);
Foxy (1964);
Traveller Without Luggage (1964);
On a Clear Day You Can See Forever (1965); y
Harold and Maude (1980).

## Yale School of Drama
Además de enseñar en The Group Theatre, Actors Studio, su propio Robert Lewis Theatre Workshop y el Lincoln Center Training Program, Lewis fue un popular conferenciante en muchos colleges y universidades. Volvió a menudo a la Escuela de Drama de Yale, y finalmente fue director de sus departamentos de interpretación y dirección en los años setenta. Durante su período en Yale, Lewis ayudó a formar las carreras de muchos actores de éxito, entre ellos Meryl Streep. Se retiró de Yale en 1976.

## Últimos años
Lewis escribió también tres libros sobre interpretación, uno de ellos sobre sus recuerdos.
En los años ochenta continuó activo en el teatro, enseñando a una nueva generación de actores y directores en su Robert Lewis Theatre Workshop y en la Universidad Rice. Además, fue el primer director artístico del Wolf Trap National Park for the Performing Arts en Washington D. C.
En 1991 fue aceptado en el Theatre Hall of Fame. Ese mismo año la Universidad Kent State estableció la anual medalla Robert Lewis Lifetime Achievement en su honor.
Robert Lewis falleció a causa de un fallo cardiaco en 1997, en Nueva York. Tenía 88 años de edad.